# Maciço Borg

O Maciço Borg é um espetacular maciço de montanhas, com cerca de 48 km de extensão e com cumes acima de 2700 m de altitude, situado junto ao lado noroeste da Depressão Penck na Terra da Rainha Maud, na Antártida Oriental. O pico mais alto é a Montanha Hogsaetet (2717 m). O Vale Raudberg coberto de gelo e paralelo e o Vale Frostlendet tendem na direção nordeste de uma ponta a outra do maciço, dividindo seus cumes em três grupos acidentados:
1. Localizado na extremidade do norte do Maciço Borg encontra-se o cume da Montanha Borg, uma montanha grande, aplanada e coberta de gelo com muitos penhascos rochosos expostos.
2. Localizado na extremidade nordeste do Maciço Borg fica o cume do Pico Ytstenut. O nome "Ytstenut" significa "pico externo" na língua norueguesa.
3. Localizado na extremidade sul do Maciço Borg ´situa-se o cume da Montanha Hogfonna. O nome "Hogfonna" significa "o campo de gelo alto" na língua norueguesa.

## Descoberta e nomeação
O maciço foi fotografado do ar pela Terceira Expedição Antártica Alemã (1938–1939), conduzida pelo Capitão Alfred Ritscher, mas não mostrado corretamente nos mapas pela expedição. Foi mapeado em detalhe por cartógrafos noruegueses a partir dos levantamentos e fotos aéreas da Expedição Antártica Norueguesa-Britânica-Sueca (NBSAE) (1949–1952), conduzida por John Schjelderup Giæver. Foi de novo cartografado através de fotos aéreas tiradas pela Expedição Antártica Norueguesa (1958–1959). Estes o chamaram de Borgmassivet (o maciço do castelo) em associação com a Montanha Borg, a sua mais proeminente característica.